# Domaine de Takasaki

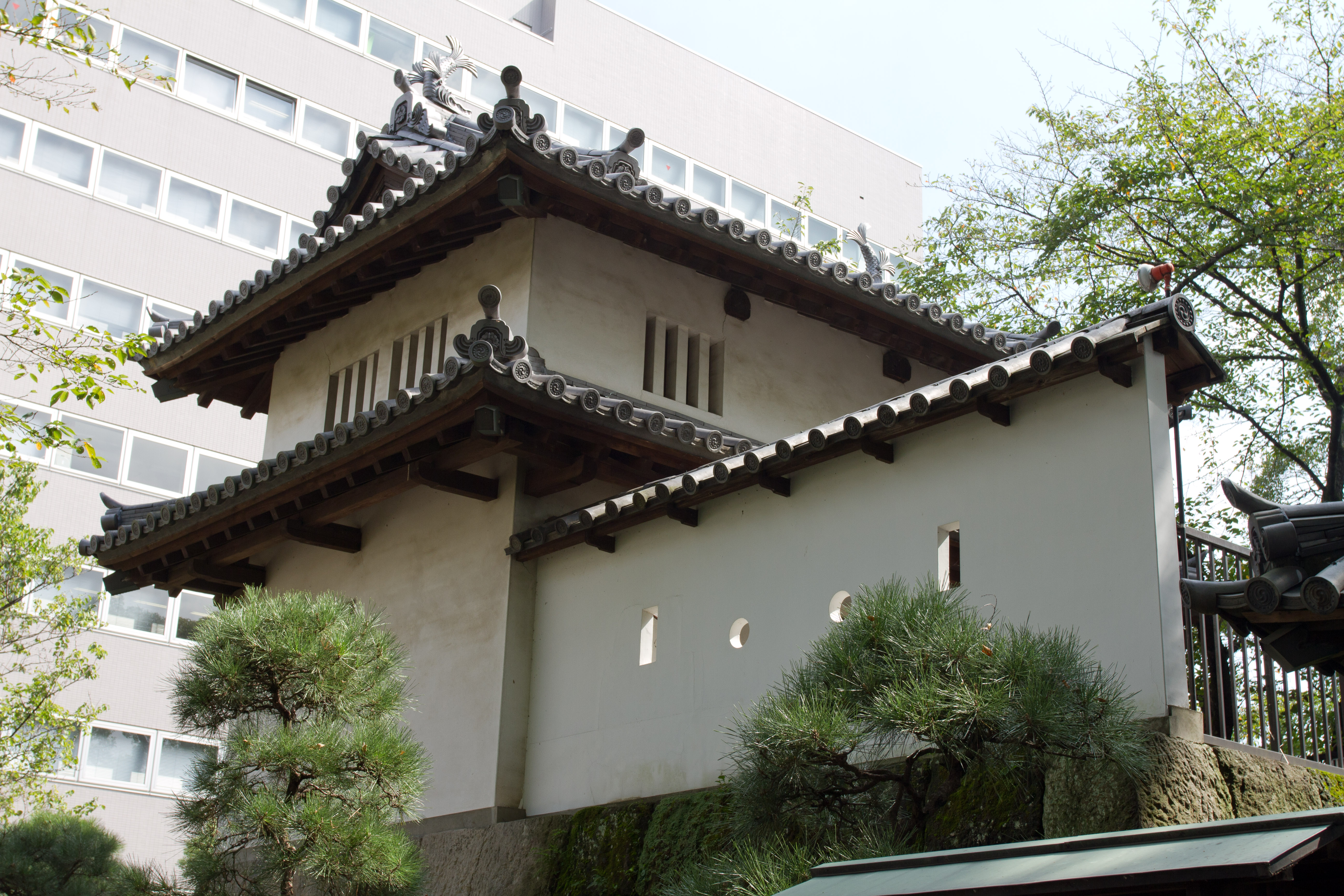
Dernier yagura existant du château de Takasaki, centre administratif du domaine de Takasaki.

Le domaine de Takasaki (高崎藩, Takasaki-han) est un fief féodal japonais de l'époque d'Edo situé dans la province de Kōzuke (actuelle préfecture de Gunma). Il était dirigé à partir du château de Takasaki dans l'actuelle ville de Takasaki. Le domaine est dirigé pendant la majeure partie de son histoire par une branche cadette du clan Matsudaira.

## Histoire
À la fin de l'époque de Heian, la région alentour de la ville de Takasaki est contrôlée par le clan Wada. Durant l'époque de Muromachi, les Wada se mettent au service du clan Uesugi qui exerce la fonction de Kantō kanrei. Cependant, en 1561, Wada Narishige, irrité par la nomination d'Uesugi Kenshin à ce poste, fait défection et rejoint les Takeda. Son fils, Wada Nobunari, à son tour, se met au service des Odawara Hōjō. Durant le siège d'Odawara en 1590, Toyotomi Hideyoshi divise son armée entre Uesugi Kagekatsu et Maeda Toshiie et détruit le château des Wada.
Après la prise de contrôle de Tokugawa Ieyasu sur la région de Kantō en 1590, il assigne Ii Naomasa, l'un des quatre fidèles généraux au proche château de Minowa, avec des revenus de 120 000 koku. Cependant, en 1597, Ieyasu lui ordonne de construire un nouveau château sur les ruines de celui des Wada car le site permet de contrôler une jonction stratégique entre la Nakasendō et la Mikuni Kaidō. Ii Naomasa s'installe sur le site en 1598, le renommant « Takasaki », et apporte avec lui la population de Minowa pour former le noyau de la nouvelle ville fortifiée. Cela marque les débuts du domaine de Takasaki.
Ii Naomasa est transféré au domaine de Hikone, et Takasaki est donné à Sakai Ietsugu en 1604 avec des revenus réduits à 50 000 koku. Le domaine passe ensuite par deux branches du clan Matsudaira avant qu'il ne soit remis en récompense à Ando Shigenobu en 1619. Le clan Andō le dirige pendant trois générations jusqu'en 1695. Matsudaira Terusada de la branche d'Okochi des Matsudaira devient daimyō en 1695. Il occupe également plusieurs postes importants durant les règnes des shoguns Tokugawa Tsunayoshi et Tokugawa Ienobu et les revenus du domaine augmentent à 75 000 koku. Il est remplacé en 1710 par Manabe Akifusa, un autre favori de Tokugawa Ienobu, mais il revient à Takasaki en 1716 et ses descendants continuent de diriger le domaine jusqu'à la fin de l'époque d'Edo.
Durant le Bakumatsu, les forces du domaine de Takasaki jouent un rôle dans la répression de la rébellion Tengu-tō et le dernier daimyō, Matsudaira Teruna, reçoit l'ordre du shogunat de défendre le château de Kōfu durant la guerre de Boshin.
Après le conflit et l'abolition du système han en juillet 1871, le domaine de Takasaki devient la préfecture de Takasaki qui deviendra plus tard une partie de la préfecture de Gunma.
Le domaine avait une population de 3 654 samouraïs répartis dans 916 foyers selon un recensement de 1870.

## Possessions à la fin de l'époque d'Edo
Comme la plupart des domaines japonais, Takasaki est composé de plusieurs territoires discontinus dont la valeur kokudaka est basée sur une estimation périodique du potentiel agricole,.
- Province de Kōzuke
  - 74 villages du district de Gunma
  - 9 villages du district d'Usui
  - 2 villages du district de Midono
  - 3 villages du district de Kataoka
  - 1 village du district de Nawa
- Province d'Echigo
  - 45 villages du district de Kanbara
- Province de Musashi
  - 5 villages du district de Niikura
- Province de Shimōsa
  - 18 villages du district de Kaijō

## Liste des daimyōs
| #                                        | Nom                             | Règne     | Titre de courtoisie                       | Rang de cour             | Kokudaka             |
| ---------------------------------------- | ------------------------------- | --------- | ----------------------------------------- | ------------------------ | -------------------- |
| Clan Ii (fudai) 1590-1600                |                                 |           |                                           |                          |                      |
| 1                                        | Ii Naomasa (井伊直政)           | 1590-1600 | Hyōbu-shōyu (兵部少輔)                    | 4e inférieur (従四 位下) | 120 000 koku         |
| Clan Sakai (fudai) 1600-1616             |                                 |           |                                           |                          |                      |
| 1                                        | Sakai Ietsugu (酒井家次)        | 1600-1616 | Saimon-no-jō (左衛門尉)                   | 5e inférieur (従五位下)  | 50 000 koku          |
| Clan Toda-Matsudaira (fudai) 1616-1617   |                                 |           |                                           |                          |                      |
| 1                                        | Matsudaira Ienaga (松平康長)    | 1616-1618 | Tango-no-kami (丹後守)                    | 4e inférieur (従四位下)  | 20 000 koku          |
| Clan Fujii-Matsudaira (fudai) 1617-1619  |                                 |           |                                           |                          |                      |
| 1                                        | Matsudaira Nobuyoshi (松平信吉) | 1617-1619 | Awa-no-kami (安房守)                      | 5e inférieur (従五位下)  | 50 000 koku          |
| Clan Andō (fudai) 1619-1695              |                                 |           |                                           |                          |                      |
| 1                                        | Andō Shiginobu (安藤重信)       | 1619-1621 | Tsushima-no-kami (対馬守)                 | 5e inférieur (従五位下)  | 56 000 koku          |
| 2                                        | Andō Shigenaga (安藤重長)       | 1621-1657 | Sakyō-shin (右京進)                       | 5e inférieur (従五位下)  | 56 000 koku          |
| 3                                        | Andō Shigehiro (安藤重博)       | 1657-1695 | Tsushima-no-kami (対馬守)                 | 5e inférieur (従五位下)  | 56 000 koku          |
| Clan Ōkōchi-Matsudaira (fudai) 1695-1695 |                                 |           |                                           |                          |                      |
| 1                                        | Matsudaira Terusada (松平 輝貞) | 1695-1710 | Ukon-e-no-shōgen (右近将監) ；jijū (侍従) | 4e inférieur (従四位下)  | 52 000 → 72 000 koku |
| Clan Manabe (fudai) 1710-1717            |                                 |           |                                           |                          |                      |
| 1                                        | Manabe Akifusa (間部詮房)       | 1715-1717 | Echizen-no-kami (越前守)                  | 4e inférieur (従四位下)  | 10 000 koku          |
| Clan Ōkōchi-Matsudaira (fudai) 1717-1871 |                                 |           |                                           |                          |                      |
| 1                                        | Matsudaira Terusada (松平輝貞)  | 1717-1745 | Ukyō-no-daibu (右京大夫) ; jijū (侍従)    | 4e inférieur (従四位下)  | 52 000 → 72 000 koku |
| 2                                        | Matsudaira Terunori (松平輝規)  | 1745-1749 | Ukyō-no-daibu (右京大夫)                  | 4e inférieur (従四位下)  | 72 000 koku          |
| 3                                        | Matsudaira Terutaka (松平輝高)  | 1749-1781 | Ukyō-no-daibu (右京大夫)                  | 4e inférieur (従四位下)  | 72 000 → 82 000 koku |
| 4                                        | Matsudaira Teruyasu (松平輝和)  | 1781-1800 | Mino-no-kami (美濃守)                     | 4e inférieur (従四位下)  | 82 000 koku          |
| 5                                        | Matsudaira Terunobu (松平輝延)  | 1800-1825 | Ukyō-no-daibu (右京大夫) ; jijū (侍従)    | 4e inférieur (従四位下)  | 82 000 koku          |
| 6                                        | Matsudaira Teruyoshi (松平輝承) | 1800-1839 | Ukyō-no-suke (右京亮)                     | 5e inférieur (従五位下)  | 82 000 koku          |
| 7                                        | Matsudaira Teruakira (松平輝徳) | 1839-1840 | Ukyō-no-suke (右京亮)                     | 5e inférieur (従五位下)  | 82 000 koku          |
| 8                                        | Matsudaira Terumichi (松平輝充) | 1840-1846 | Ukyō-no-suke (右京亮)                     | 5e inférieur (従五位下)  | 82 000 koku          |
| 9                                        | Matsudaira Terutoshi (松平輝聡) | 1847-1860 | Ukyō-no-suke (右京亮)                     | 5e inférieur (従五位下)  | 82 000 koku          |
| 10                                       | Matsudaira Teruna (松平輝聲)    | 1860-1871 | Ukyō-no-suke (右京亮)                     | 5e inférieur (従五位下)  | 82 000 koku          |